# California Proposition 6
La California Proposition 6, conosciuta anche come Briggs Initiative, fu un'iniziativa elettorale sottoposta ad un referendum nello stato della California durante le elezioni del 7 novembre 1978. Promossa da John Briggs, legislatore repubblicano conservatore della Contea di Orange,la Proposition 6 mirava a vietare ai cittadini omosessuali di lavorare all'interno delle scuole pubbliche della California. L'iniziativa fu respinta grazie all'impegno di politici apertamente omosessuali di San Francisco, come Harvey Milk e Sally Miller Gearhart, insieme a numerosi attivisti del tempo. Anche figure pubbliche di rilievo, tra cui l'ex governatore della California Ronald Reagan, Jerry Brown, Gerald Ford e il presidente Jimmy Carter, contribuirono a orientare l'opinione pubblica contro la proposta.

## Testo della proposta
L'iniziativa prevedeva il licenziamento di insegnanti, assistenti, amministratori o consulenti scolastici coinvolti in:
- "Attività omosessuale pubblica", definita come un atto di sesso omosessuale "non discreto e non praticato in privato, indipendentemente dal fatto che costituisse un crimine al momento della sua commissione".[5]
- "Condotta omosessuale pubblica", descritta come "il sostenere, sollecitare, imporre, incoraggiare o promuovere attività omosessuali private o pubbliche suscettibili di attirare l'attenzione di scolari e/o altri dipendenti".[5]

## Risultato
50–60%
     60–70%
     50–60%
     60–70%
     70–80%

Risultati per contea
Sì:
50–60%
60–70%
No:
50–60%
60–70%
70–80%

La Proposition 6 venne respinta il 7 novembre 1978, persino nella Contea di Orange, considerata all'epoca una roccaforte conservatrice.
| Scelta                      | Voti      | %      |
| --------------------------- | --------- | ------ |
| No                          | 3.969.120 | 58,4   |
| Sì                          | 2.823.293 | 41,6   |
| Voti validi                 | 6.792.413 | 95,3   |
| Voti non validi o in bianco | 339.797   | 4,7    |
| Voti totali                 | 7.132.210 | 100,00 |